# Promachus nigropilosus
Promachus nigropilosus là một loài ruồi trong họ Asilidae. Promachus nigropilosus được Schaeffer miêu tả năm 1916. Loài này phân bố ở vùng Tân Bắc giới.